# Девід Коттерілл
Девід Коттерілл (англ. David Cotterill, нар. 4 грудня 1987, Кардіфф) — валлійський футболіст, півзахисник клубу «Бірмінгем Сіті» та національної збірної Уельсу.

## Клубна кар'єра
Вихованець клубу «Брістоль Сіті». У 2005 році він дебютував за команду в першій лізі. 
У 2006 році Девід перейшов в «Віган Атлетік». Сума трансферу склала 3,2 млн. фунтів. 9 вересня в матчі проти «Портсмута» він дебютував у англійській Прем'єр лізі. 6 грудня у поєдинку проти «Вест Гем Юнайтед» Коттерілл забив свій перший гол за клуб. 
У 2008 році він на правах оренди перейшов в «Шеффілд Юнайтед». По її закінченні клуб викупив права на Коттерілла за 2,6 млн. фунтів. 1 березня 2009 року в матчі проти «Бірмінгем Сіті» Девід забив свій перший гол за «Шеффілд». 
Влітку того ж року він перейшов в «Свонсі Сіті». 28 листопада в матчі проти «Ньюкасл Юнайтед» Коттерілл дебютував за новий клуб. 6 лютого 2010 року в поєдинку проти «Престон Норт Енд» Девід забив свій перший гол за «Свонсі». 
На початку 2011 року Коттерілл на правах оренди перейшов в «Портсмут». 19 лютого в матчі проти «Барнслі» він дебютував за нову команду. 26 лютого в поєдинку проти «Іпсвіч Таун» Девід забив свій перший гол за «Портсмут».
На початку 2012 року Коттерілл приєднався до «Барнслі». 21 лютого в матчі проти «Бірмінгем Сіті» він дебютував за новий клуб. 24 березня в поєдинку проти «Петерборо Юнайтед» Девід забив свій перший гол за «Барнслі». 
Влітку 2012 року він Девід правах вільного агента підписав угоду з «Донкастер Роверс». 18 серпня в матчі проти «Волсолла» Девід дебютував за нову команду. У цьому ж поєдинку він забив свій перший гол за «Донкастер». 
Влітку 2014 року Коттерілл перейшов в «Бірмінгем Сіті». 16 серпня в матчі проти «Брайтон енд Гоув Альбіон» він дебютував за новий клуб. 27 вересня в поєдинку проти «Фулгема» Девід забив свій перший гол за «Бірмінгем». Відтоді встиг відіграти за команду з Бірмінгема 55 матчів в національному чемпіонаті.

## Виступи за збірну
12 жовтня 2005 року в відбірковому матчі чемпіонату світу 2006 року проти збірної Азербайджану Коттерілл дебютував за збірну Уельсу, замінивши у другому таймі Раяна Гіггза. 11 серпня 2010 року в товариському матчі проти збірної Люксембургу Девід забив свій перший гол за національну команду.
Наразі провів у формі головної команди країни 22 матчі, забивши 2 голи.

### Голи за збірну Уельсу
| #   | Дата           | Місце                            | Суперник   | Результат | Рахунок | Змагання               |
| --- | -------------- | -------------------------------- | ---------- | --------- | ------- | ---------------------- |
| 01. | 11 серпня 2010 | Парк і Скарлетс, Лланеллі, Уельс | Люксембург | 1:0       | 5:1     | Товариський матч       |
| 02. | 13 жовтня 2014 | Кардіфф Сіті, Кардіфф, Уельс     | Кіпр       | 1:0       | 2:1     | кваліфікація Євро-2016 |